# Lampuh Rayeuk
Lampuh Rayeuk is een bestuurslaag in het regentschap Aceh Timur van de provincie Atjeh, Indonesië. Lampuh Rayeuk telt 527 inwoners (volkstelling 2010).